# Lake Mead
Søen Lake Mead er et nationalt rekreationsområde, der ligger i den nordvestlige del af Arizona på grænsen til Nevada, USA.
Det nationale rekreationsområde blev grundlagt i 1936 efter at Hoover Dam blev bygget. Området strækker sig 4.440 km² fra Grand Canyon National Park til dæmningen Davis Dam, og er 1½ gange større end delstaten Rhode Island. Søen regnes for at være den største menneskeskabte sø i verden.
Søen ligger på lidt mere end 341 m. over havoverfladen. Ved Lake Mead kan der om sommeren være op til 52ºC. Gennemsnitstemperaturen om sommeren er mellem 40 og 45ºC.